# بوب سترايتمان
بوب سترايتمان (29 ديسمبر 1997 في بلجيكا - ) هو لاعب كرة قدم بلجيكي في مركز الهجوم. لعب مع نادي لوكيرين.

## روابط خارجية
- بوب سترايتمان على موقع قاعدة بيانات كرة القدم.إي يو (الإنجليزية)
- بوب سترايتمان على موقع Soccerway.com (الإنجليزية)